# The Yes Album
The Yes Album ist das dritte Album der Progressive-Rock-Band Yes. Es wurde 1971 veröffentlicht, enthält als erstes ausschließlich Eigenkompositionen der Band und gilt als erstes „echtes“ Progressive-Rock-Album von Yes, da die ersten beiden Alben noch stark vom Beat und Psychedelic der 1960er Jahre beeinflusst waren.

## Entstehung
Nach den Misserfolgen der beiden vorangegangenen Alben Yes und Time and a Word hatte sich Ahmet Ertegün, Chef von Atlantic Records, dazu entschlossen, den Vertrag der Band aufzulösen. Phil Carson, damals ebenfalls bei Atlantic, konnte ihn jedoch dazu überreden, der Band eine letzte Chance zu geben. Ertegün sah allerdings keinen Grund, in das dritte Album zu investieren, das nötige Geld brachte Yes-Manager Roy Flynn auf. Zu diesem Zeitpunkt verdiente die Band trotz zahlreicher Auftritte immer noch zu wenig, um sich mehr als eine gemeinsame Wohnung und das tägliche Auskommen leisten zu können.
Nach dem Weggang von Peter Banks waren Yes auf der Suche nach einem neuen Gitarristen. Sie fanden ihn in Steve Howe, einem jungen Musiker, der Bassist Chris Squire bereits früher aufgefallen war – immerhin hatte er in der Band Tomorrow mit My White Bicycle einen Psychedelic-Hit gehabt. 1970 hatte er seine Band BoDaSt verlassen und war auf der Suche nach einem neuen Engagement. Angebote von The Nice und Jethro Tull schlug er aus, um sich Yes anzuschließen.
Yes zogen sich daraufhin auf eine gemietete Farm in Devon zurück, um eine musikalische und organisatorische Neuorientierung vorzunehmen und an neuen Songs zu arbeiten. Während dieser Zeit wurde die finanzielle Situation der Band derart kritisch, dass sie sich sogar von ihren Vermietern Geld leihen musste. Das Verhältnis zu ihrem Manager Roy Flynn wurde dadurch so angespannt, dass Yes im März 1970 ihr Geschäftsverhältnis mit ihm beendeten.
Flynn versuchte danach noch, die Band an andere Manager zu vermitteln, darunter Syd Bernstein, Peter Grant (der Manager Led Zeppelins) und Yes’ eigener Roadmanager Michael Tait, letztlich war es aber Chris Squire, der über seinen Friseur den Kontakt zu Harvey Freed von der Firma Hemdale herstellte. Freed hatte sich zu dieser Zeit in Anlehnung an Pink Floyds Song Arnold Layne, an dessen Vermarktung er beteiligt gewesen war, den Namen „Brian Lane“ gegeben und leitete die Firma gemeinsam mit dem Filmproduzenten John Daly und dem Schauspieler David Hemmings. Hemdale nahm Yes unter Vertrag.
Flynn blieb mit 5 % an Yes’ Publishing-Firma „Yessongs“ beteiligt (die Band kommentierte dies auf ihrem Album Fragile mit dem Song Five Per Cent for Nothing), was 1973 in einem Rechtsstreit endete, der außergerichtlich beigelegt und an dessen Ende Flynn die Summe von 150.000 US-Dollar zugesprochen wurde.
Ihr neuer Manager Brian Lane unterstützte die Band zunächst mit 5000 Pfund, von denen sie sich neue Instrumente kauften, und sorgte für bessere Konzerte in größeren Hallen. Auf diesen Konzerten präsentierte die Band bereits Material von ihrem neuen Album. Gleichzeitig begann er damit, eine USA-Tournee mit Iron Butterfly vorzubereiten.
The Yes Album erschien am 19. März 1971. Als Atlantic erneut nichts in Werbung investieren wollte, plakatierte Michael Tait zur Veröffentlichung Dutzende von Läden in London mit Yes-Postern. Aber auch der Zufall verhalf dem Album zu seinem unverhofften Erfolg: Aufgrund eines Poststreiks konnten die englischen Plattenläden ihre Verkäufe nicht nach London melden, wo die nationalen Charts erstellt wurden. So nahm man kurzerhand die Verkäufe von Richard Bransons Londoner Virgin-Laden als Grundlage. Da Yes in London eine große Fangemeinde hatte, erreichte The Yes Album auf diese Weise von Beginn an eine hohe Chartplatzierung, was die landesweiten Verkäufe in den nächsten Wochen merklich steigerte.
Steve Howe gefiel das Bauernhaus in Devon, in dem The Yes Album entstanden war, so gut, dass er es einige Jahre später erwarb. Er wohnt dort bis heute.

## Trackliste
1. Yours Is No Disgrace (Jon Anderson/Chris Squire/Steve Howe/Tony Kaye/Bill Bruford) – 9:41
2. Clap (Steve Howe) – 3:17
  - Aufgenommen live im Lyceum, London, 17. Juli 1970
3. Starship Trooper – 9:28
  1. Life Seeker (Jon Anderson)
  2. Disillusion (Chris Squire)
  3. Würm (Steve Howe)
4. I’ve Seen All Good People – 6:55
  1. Your Move (Jon Anderson)
  2. All Good People (Chris Squire)
5. A Venture (Jon Anderson) – 3:18
6. Perpetual Change (Jon Anderson/Chris Squire) – 8:52

Das Album wurde 2004 von Rhino Records neu abgemischt wiederveröffentlicht; enthalten waren außerdem die Bonustracks:
1. Your Move [Single Version] (Jon Anderson) – 2:59
2. Starship Trooper: Life Seeker [Single Version] (Jon Anderson) – 3:27
3. Clap [Studio Version] (Steve Howe) – 4:02

Anmerkungen
- Steve Howes Solostück Clap war in der auf dem Original-Album vorhandenen Version live aufgenommen worden. Es wurde lange Zeit fälschlich als The Clap betitelt, was Howe aufgrund der Doppeldeutigkeit des Ausdrucks (s. Klappe) missfiel. Tatsächlich bezog sich der Titel auf den Klaps, den sein Sohn Dylan bei der Geburt bekommen hatte.
- Im Stück I’ve Seen All Good People wird als Hintergrundgesang John Lennons Lied Give Peace a Chance zitiert.

## Cover
Das Faltcover zeigt vorne ein Gruppenfoto, auf der Rückseite die Songtitel und die Bandbesetzung, innen fünf Fotos, davon in der Mitte groß Tony Kaye, der die Band bald verlassen sollte. Statt The Yes Album steht auf manchen Versionen des Covers auch nur The Yes.

## Rückschau
Das Album erreichte Platz 6 in den britischen Charts und stieg in den USA auf Platz 40 ein.
Es markierte eine Abkehr von den bisherigen Versuchen der Band, mit einfachem Equipment bzw. der Unterstützung eines Orchesters den Gruppensound zu erweitern, stattdessen setzte man auf längere Stücke, stilistische Variation und komplexeren Aufbau mit Rückgriff auf klassische Formen wie z. B. die der Suite (vgl. I've Seen All Good People, Starship Trooper). Mit Yours Is No Disgrace, Starship Trooper und I've Seen All Good People finden sich drei frühe Klassiker der Band auf dem Album; mit Clap kam ein Stück dazu, das in den nächsten 35 Jahren fast kontinuierlich in den Konzertsälen zu hören sein würde.